# Bizmut

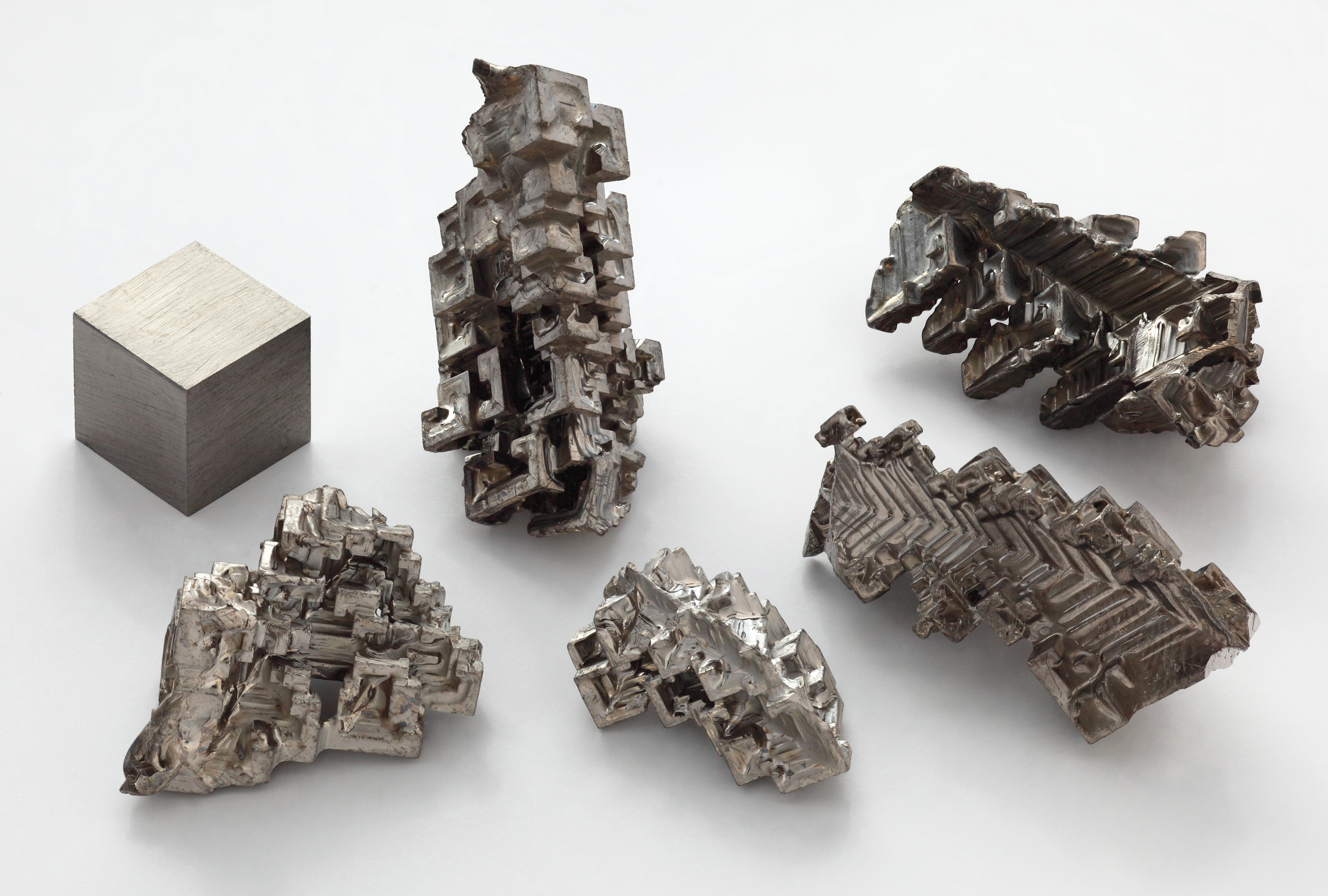
Syntetyczne kryształy czystego bizmutu. Obok sześcian (1 cm³) bizmutu o czystości 99,99%

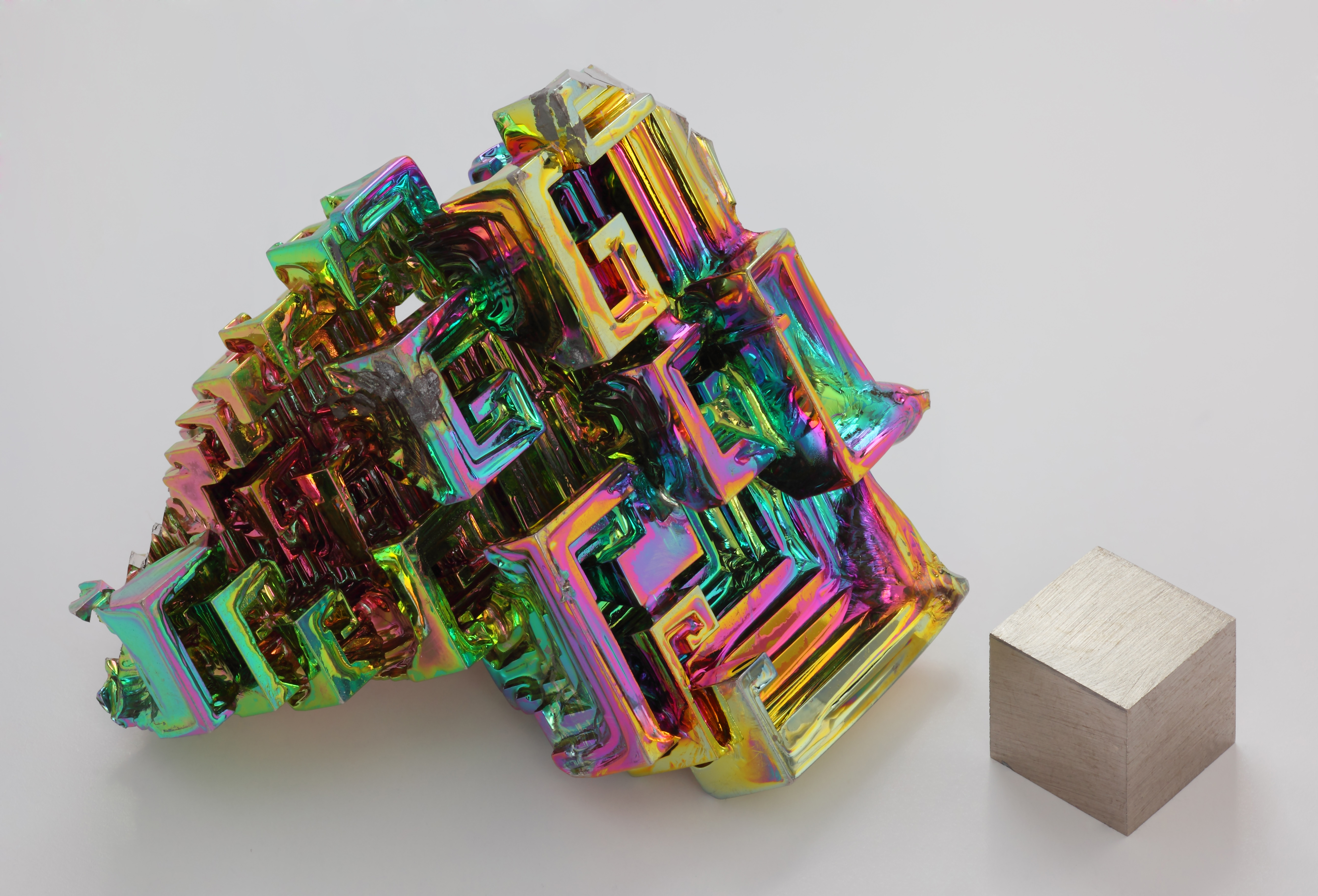
Kryształ lejkowaty bizmutu

Bizmut (Bi, łac. bismutum) – pierwiastek chemiczny, metal bloku p układu okresowego.
Nazwa pochodzi od zlatynizowanego niemieckiego słowa Wismut (alternatywna pisownia: Wiesemut, Wiesmut, Wismuth; później Wisuth i Bisemutum), pochodzącego od określenia weisse Masse, „biała masa”. W polskim nazewnictwie XIX-wiecznym początkowo dominowała nazwa bismut. Zmianę na bizmut wprowadził Jędrzej Śniadecki w III wydaniu „Początków chemii” i ta wersja została ostatecznie przyjęta przez innych autorów.

## Występowanie
Jest pierwiastkiem bardzo rzadkim. Jego ilość w skorupie ziemskiej szacowana jest na od 8,5 (ok. 2 razy więcej niż złoto), przez 25, do 170–200 ppb, co daje mu 64 miejsce wśród wszystkich pierwiastków. Występuje w postaci kilku rud: bizmutynitu Bi
2S
3, bizmutytu (BiO)
2CO
3, bizmitu Bi
2O
3 i ochry bizmutowej Bi
2O
3·3H
2O. W rudach niklu, kobaltu, srebra, cyny i uranu spotykany jest też bizmut rodzimy, w postaci metalicznej. Pozyskiwany jest zazwyczaj jako produkt uboczny podczas wytopu ołowiu i miedzi. 

## Otrzymywanie
Wolny bizmut uzyskuje się przez redukcję jego związków:
- Bi
2O
3 za pomocą węgla wobec węglanu sodu jako topnika
- BiCl
3 za pomocą kwasu podfosforawego, H
3PO
2.

Roczna światowa produkcja bizmutu i jego związków wynosi ok. 8000 ton. Głównymi producentami są Australia, Boliwia, Chiny, Japonia, Kanada, Meksyk, Peru i USA. 

## Właściwości

### Właściwości fizyczne
Czysty bizmut jest kruchym, a zarazem miękkim metalem o dużej gęstości (9,80 g/cm3) i srebrnym połysku z różowymi refleksami. Przy powolnym zestalaniu tworzy duże, kruche kryształy. Jest słabym przewodnikiem prądu elektrycznego, zwłaszcza w formie stałej. Spośród wszystkich metali wykazuje najsilniejszy diamagnetyzm (podatność magnetyczna 16×10−9 m3/kg) i efekt Halla oraz ma najniższą po rtęci przewodność cieplną. Jako jedna z nielicznych substancji wykazuje inwersję rozszerzalności termicznej – w temperaturze topnienia gęstość bizmutu w stanie stałym jest mniejsza o 3,3% niż w stanie ciekłym (podobnie zachowuje się gal i antymon, a także woda przechodząc w lód). Ze względu na kruchość w temperaturze pokojowej, obróbkę plastyczną można przeprowadzać jedynie na gorąco, powyżej 225 °C.
Podobnie jak inne azotowce, w fromie stałej tworzy kilka form alotropowych. 

### Właściwości chemiczne
Bizmut jest najbardziej elektrododatni spośród naturalnie występujących azotowców, a jego tritlenek Bi
2O
3 ma charakter zasadowy. Jest mało reaktywny – pod tym względem plasuje się między ołowiem a srebrem. W suchym powietrzu nie ulega utlenianiu. W formie ciekłej, do ok. 820 °C, przed utlenianiem chroni go cienka warstwa tlenku Bi
2O
3. Powyżej tej temperatury tlenek topi się i następuje szybkie utlenianie metalu. Jest palny, na powietrzu płonie niebieskim ogniem z wytworzeniem żółtego dymu zawierającego jego tlenki. 
Podobnie jak arsen i antymon, roztwarza się w stężonym kwasie azotowym (jednak jako jedyny z tej grupy pierwiastków daje sól, azotan bizmutu(III) Bi(NO
3)
3) i gorącym stężonym kwasie siarkowym; reaguje z fluorowcami, przy czym w chlorze ulega zapłonowi. Nie reaguje natomiast z kwasem solnym.

### Właściwości biologiczne
Znaczenie biologiczne – brak lub nieznane. Występuje w kościach i krwi (ok. 0,2 ppm). Jego sole i tlenki są nietoksyczne, mimo że jest metalem ciężkim. Sole bizmutu stosowane są w leczeniu wrzodów żołądka spowodowanych zakażeniem Helicobacter pylori. Niewiele wiadomo o toksyczności bizmutu. Nie wykazano upośledzenia i odstępstw od normy w rozwoju szczurów, którym przez 28 dni podawano bizmut w dawkach do 1 g/kg masy ciała. LD50 wyniosło >2 g/kg masy ciała.

## Izotopy
Bizmut ma 35 izotopów z przedziału mas 184–218. Żaden z nich nie jest trwały. W 2003 roku we francuskim Institut d’Astrophysique Spatiale w Orsay wyznaczono półokres rozpadu najtrwalszego izotopu bizmutu 209
Bi na ok. 1,9×1019 lat (tj. ponad miliard razy więcej niż szacowany wiek Wszechświata), wcześniej szacowanego na 1018 lat. Ta śladowa radioaktywność nie stanowi zagrożenia biologicznego, ma jednak znaczenie naukowe, gdyż potwierdziła wcześniejsze obliczenia teoretyczne wskazujące na niestabilność wszystkich izotopów bizmutu. W naturalnym bizmucie występują też śladowe ilości radioizotopów, np. 210
Bi (ok. 50 ppm składu izotopowego).

### Bizmut-210
Emituje promieniowanie beta o energii 1,162 MeV, przekształcając się w 210
Po. Często występuje w równowadze promieniotwórczej ze swoim prekursorem, 210
Pb. Jest wysoce radiotoksyczny. Narząd krytyczny stanowią nerki, a dopuszczalne skażenie zostało ustalone na 1,5 kBq.

## Zastosowanie
Pierwsze doniesienia o bizmucie pochodzą z końca XIV w., kiedy to opisano jego otrzymywanie poprzez ogrzewanie z węglem drzewnym i zastosowanie jako podkład do lakierowania lub złocenia. Od przełomu XIV i XV wieku stosowany był jako dodatek stopowy do cyny. Zastosowania współczesne to:
- Dodatek do stopów niskotopliwych (np. stop Wooda), w Niemczech także do produkcji stopów, z których odlewano czcionki drukarskie.
- Niektóre jego kompleksy karbonylkowe znalazły zastosowanie jako katalizatory metatezy węglowodorów.
- Ochra bizmutowa Bi
2O
3 o barwie różowo-brązowej jest czasami stosowana jako barwnik w przemyśle kosmetycznym.
- Wykorzystuje się go do produkcji tworzyw sztucznych, farb. Tlenek bizmutu jest stosowany jako żółty pigment[15].
- Stosuje się (np. w postaci zawiesiny) jako środek kontrastowy przy wykonywaniu zdjęć rentgenowskich (np. chlorek bizmutylu).
- Związki bizmutu wykazują właściwości antybakteryjne i są lub były stosowane jako leki (np. chlorek bizmutylu, zasadowy azotan bizmutawy, zasadowy węglan bizmutawy, zasadowy salicylan bizmutawy, koloidalny cytrynian bizmutu(III)(inne języki)), jodek bizmutawo-chininowy lub środki antyseptyczne (np. dermatol, kseroform).
- Katalizator w procesie polimeryzacji.
- Włókno w bezpiecznikach elektrycznych.
- Zastępuje ołów w procesach przemysłowych[19].

## Związki
W związkach bizmut jest zazwyczaj trójwartościowy (stopień utlenienia III). Tworzy tlenek bizmutu(III) Bi
2O
3, wodorotlenek bizmutu(III) Bi(OH)
3 oraz szereg soli zasadowych zawierających ugrupowanie bizmutylowe O=Bi+
 (np. chlorek bizmutylu, O=Bi−Cl). Jako jedyny pierwiastek 15 grupy tworzy trwałe sole z kwasami tlenowymi, np. siarczan bizmutu(III), Bi
2(SO
4)
3. Ponadto znane są sole bizmutu i kwasów beztlenowych (halogenki BiX
3, siarczek bizmutu(III) Bi
2S
3). Wszystkie sole bizmutu łatwo ulegają hydrolizie do soli bizmutylowych.
Bizmutowodór (bizmutyna), BiH
3, jest nietrwałym, trującym gazem (temp. wrz. ok. 20 °C) o właściwościach redukujących. Bizmut(III) tworzy też bezpośrednie połączenia z metalami, bizmutki typu M
3Bi, np. bizmutek sodu Na
3Bi i bizmutek magnezu Mg
3Bi
2.
Znanych jest wiele związków kompleksowych bizmutu, np. zawierających anion [BiCl
4]−
, [BiCl
5]2−
, [BiCl
5]3−
, [Bi
2Cl
7]−
, [Bi(SO
4)
2]−
 i in. Z ligandami kleszczowymi tworzy chelaty, np. [Bi(O
2C
6H
4)
2]−
. Halogenki bizmutu są kwasami Lewisa i z donorami elektronów tworzą kompleksy typu Et2O→BiCl3.
Na stopniu utlenienia V bizmut wykazuje właściwości kwasowe i tworzy nietrwałe sole – bizmutany typu MBiO
3 o silnych właściwościach utleniających (np. bizmutan potasu, KBiO
3).
Związki bizmutoorganiczne
Podobnie jak pozostałe pierwiastki grupy 15, bizmut(III) tworzy połączenia z resztami organicznymi typu R
3Bi oraz R
3BiZ
2 (R – reszta organiczna, Z – anion nieorganiczny), np. (CH
3)
3Bi, Ph
3Bi, Ph
3BiF
2 lub Ph
3Bi(OH)
2.